# Luis Héctor Villalba
Luis Héctor kardinál Villalba (* 11. října 1934, Buenos Aires) je argentinský římskokatolický kněz, emeritní arcibiskup Tucumánu a kardinál.

## Život
Základní a střední vzdělání získal v Buenos Aires. Roku 1952 vstoupil do Metropolitního semináře v Buenos Aires. Na kněze byl vysvěcen 24. září 1960 kardinálem Antoniem Caggianem. Primiční mši sloužil v kostele svaté Julie a svou kněžskou službu vykonával ve svém rodném městě. Roku 1961 odešel studovat na Papežskou Gregoriánskou univerzitu v Řím, kde získal licenciát teologie a z církevní historie. Roku 1964 se vrátil domů a stal se vikářem farnosti svatého Mikuláše z Bari. V letech 1965-1969 byl formátorem Vyššího semináře Villa Devoto. Dále působil jako profesor církevní historie na fakultě teologie Papežské katolické univerzity v Argentině, prefekt Vyššího semináře, děkan teologické fakulty, ředitel Institutu povolání San José, kněz farnosti svaté Růženy z Limy v Buenos Aires.
Dne 20. října 1984 jej papež Jan Pavel II. jmenoval pomocným biskupem Buenos Aires a titulárním biskupem z Ofeny. Biskupské svěcení přijal 22. prosince 1984 z rukou kardinála Juana Carlose Aramburu a spolusvětiteli byli biskup Arnaldo Clemente Canale a biskup Carmelo Juan Giaquinta. Tuto funkci vykonával do 16. července 1991 kdy byl jmenován biskupem San Martín.
Dne 8. července 1999 byl ustanoven metropolitním arcibiskupem Tucumánu. Pallium převzal 29. června 2000 od papeže Jana Pavla II.
Dne 10. června 2011 přijal papež Benedikt XVI. jeho rezignaci na post metropolitního arcibiskupa Tucumánu, z důvodu dosažení kanonického věku 75 let.
Dne 14. února 2015 jej papež František na konzistoři jmenoval kardinálem s titulem-kardinál kněz ze San Girolamo a Corviale.